# Taça da Europa da EHF
A Taça  da Europa da EHF, oficialmente EHF European Cup, antiga Taça Challenge da EHF, é uma competição de andebol de clubes europeus. É, atualmente, a terceira competição mais importante no andebol europeu, atrás da Liga dos Campeões da EHF e da Liga Europeia da EHF.
A precursora da Taça Challenge, a Taça das Cidades da EHF, foi criada em 1993. Em 1999, a EHF mudou o formato e o nome da competição para Taça Challenge da EHF. A partir da época 2020–21 passou a ter a designação de Taça da Europa da EHF.

## Troféu

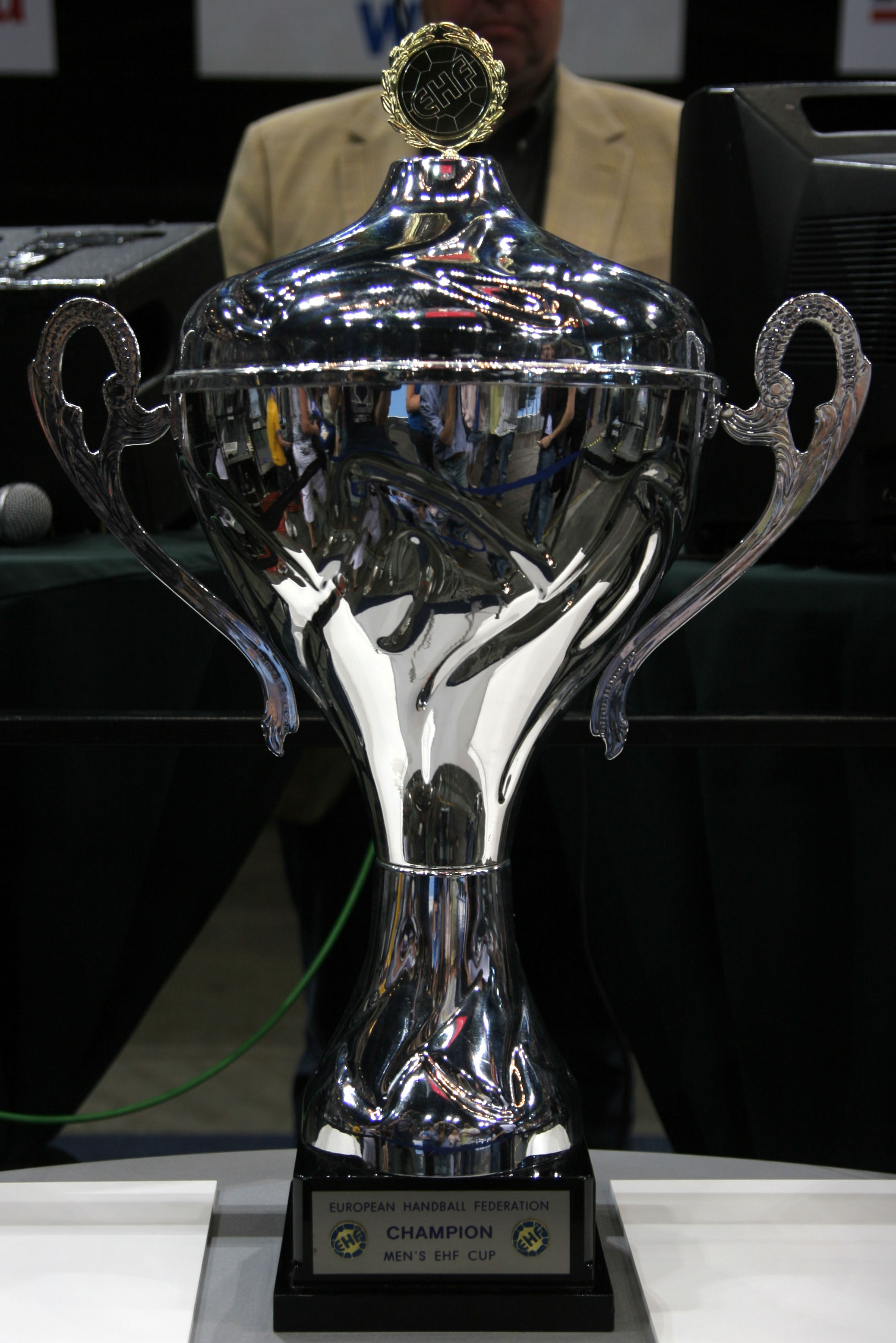
Troféu entregue ao vencedor da Taça EHF de 2008-09, atualmente entregue ao vencedor da Taça Challenge.

Entre 1999-00 e 2012-13, o troféu entregue ao vencedor da Taça Challenge da EHF era idêntico ao troféu atribuído aos vencedores da Taça EHF. 
Porém, em 2012, a Taça EHF foi convergida com a Taça dos Vencedores das Taças. Esta reformulação trouxe um novo design ao troféu de vencedor da Taça EHF na época seguinte e, consequentemente, a Taça Challenge herdou o antigo troféu da segunda competição mais importante a nível europeu de andebol. 

## Estrutura
Originalmente conhecida como Taça das Cidades da EHF em Portugal, a competição começou em 1993-94. Ao longo dos tempos, este torneio começou a ganhar sucesso como forma de equipas de dimensão mais pequena brilharem internacionalmente.
Em 2001, o torneio foi reformulado e assim foi criada a Taça Challenge, hoje administrada pela EHF) e disputada na forma de eliminatórias, com dois jogos, onde as equipas jogam uma partida em casa e outra fora, na casa do adversário.
A entrada nesta competição é limitada de acordo com o Ranking de Coeficiente da EHF das associações nacionais, determinado pela performance das suas equipas filiadas nos cinco anos anteriores à prova (sem contar no ano imediatamente anterior).
O CSU Reșița lidera o ranking de conquistas da competição, com três títulos. Após a equipa romena, as equipas mais bem-sucedidas foram o TuS Nettelstedt-Lübbecke, o Skjern Håndbold e o Sporting CP, com dois títulos cada.

## Histórico
| Época   |                                         | Final                                   | Final                                   | Final                                   |                                         | Vencidos Meias-finais                   | Vencidos Meias-finais |
| Época   | Campeão                                 | Resultado                               | Vice-Campeão                            |                                         |                                         | Vencidos Meias-finais                   | Vencidos Meias-finais |
| ------- | --------------------------------------- | --------------------------------------- | --------------------------------------- | --------------------------------------- | --------------------------------------- | --------------------------------------- | --------------------- |
| 1993–94 | TUSEM Essen                             | 27-17 31-2                              | HK Drott                                | BM Granollers                           | PSG Asnieres Hand-Ball                  |                                         |                       |
| 1994–95 | TV Niederwürzbach                       | 26-29 32-26                             | Cadagua Gáldar                          | TUSEM Essen                             | ABC Braga                               |                                         |                       |
| 1995–96 | Drammen HK                              | 22-21 27-21                             | SG Hameln                               | SC Pick Szeged                          | IFK Skövde HK                           |                                         |                       |
| 1996–97 | TuS Nettelstedt                         | 32-19 27-23                             | Kolding IF                              | Drammen HK                              | Sandefjord TIF                          |                                         |                       |
| 1997–98 | TuS Nettelstedt                         | 24-22 25-23                             | IFK Skövde HK]]                         | SG Wallau-Massenheim                    | Academia Octavio Vigo                   |                                         |                       |
| 1998–99 | SG Flensburg-Handewitt                  | 27-27 26-21                             | D.C. Ciudad Real                        | TuS Nettelstedt                         | Drammen HK                              |                                         |                       |
| 1999–00 | TV Grosswallstadt                       | 30-23 27-32                             | BM Valladolid                           | Pfadi Winterthur                        | RK Sintelon                             |                                         |                       |
| 2000–01 | RK Jugović Kać                          | 27-27 26-22                             | Pfadi Winterthur                        | SSV Forst Brixen                        | WKS Śląsk Wrocław                       |                                         |                       |
| 2001–02 | Skjern Handball                         | 20-27 34-17                             | RK Pelister                             | Frederiksberg IF                        | US Ivry Handball                        |                                         |                       |
| 2002–03 | Skjern Handball                         | 27-30 35-25                             | Filippos Verias                         | US Créteil Handball                     | IK Sävehof                              |                                         |                       |
| 2003–04 | IFK Skövde HK                           | 20-21 27-24                             | US Dunkerque HB                         | HCM Constanţa                           | Generali Pallamano Trieste              |                                         |                       |
| 2004–05 | Wacker Thun                             | 29-24 26-29                             | ABC Braga                               | HC Superfund Hard                       | TSV St. Otmar St. Gallen                |                                         |                       |
| 2005–06 | CSA Steaua București                    | 21-26 34-27                             | SC Horta                                | Agram-Medvescak Zagreb                  | BSV Bern Muri                           |                                         |                       |
| 2006–07 | CSU Reșița                              | 26-26 36-36                             | Drammen HK                              | MKS Zagłębie Lubin                      | Locomotiv-Polyot Cheljabinsk            |                                         |                       |
| 2007–08 | CSU Reșița                              | 28-29 26-18                             | Alpla Hard                              | Benfica                                 | Pfadi Winterthur                        |                                         |                       |
| 2008–09 | CSU Reșița                              | 25-27 25-20                             | CSU Bucovina Suceava                    | Beşiktaş JK                             | BSV Bern Muri                           |                                         |                       |
| 2009–10 | Sporting CP                             | 27-25 27-26                             | MMTS Kwidzyn                            | RD Slovan                               | Bologna United                          |                                         |                       |
| 2010–11 | RK Cimos Koper                          | 27–27 31–27                             | Benfica                                 | RK Partizan Dunav Osiguranje            | Ştiinţa Municipal Dedeman Bacău         |                                         |                       |
| 2011–12 | AC Diomidis Argous                      | 26–23 20–22                             | Wacker Thun                             | Sporting CP                             | Maccabi Tel Aviv                        |                                         |                       |
| 2012–13 | SKA Minsk                               | 31–26 32–24                             | Handball Esch                           | IL Runar                                | CSU Bucovina Suceava                    |                                         |                       |
| 2013–14 | IK Sävehof                              | 0-0[a] 37-26                            | RK Metaloplastika Šabac                 | KS Azoty-Puławy                         | Águas Santas                            |                                         |                       |
| 2014–15 | HC Odorheiu Secuiesc                    | 28-32 32-25                             | ABC de Braga                            | Benfica                                 | Stord IL                                |                                         |                       |
| 2015–16 | ABC de Braga                            | 28–22 25–29                             | Benfica                                 | HC Dukla Praga                          | FyllingenBergen                         |                                         |                       |
| 2016–17 | Sporting CP                             | 37–28 30–24                             | AHC Potaissa Turda                      | JMS Hurry–Up                            | Valur                                   |                                         |                       |
| 2017–18 | AHC Potaissa Turda                      | 33–22 26–27                             | AEK Atenas                              | IBV Vestmannaeyjar                      | Madeira SAD                             |                                         |                       |
| 2018–19 | CSM București                           | 22–22 26–20                             | Madeira SAD                             | Saint Petersburg HC                     | AEK Atenas                              |                                         |                       |
| 2019–20 | Cancelada devido à Pandemia de COVID-19 | Cancelada devido à Pandemia de COVID-19 | Cancelada devido à Pandemia de COVID-19 | Cancelada devido à Pandemia de COVID-19 | Cancelada devido à Pandemia de COVID-19 | Cancelada devido à Pandemia de COVID-19 |                       |
| 2020–21 | AEK Atenas                              | 30–26 24–20[b]                          | Ystads                                  |                                         | RK Gorenje                              | Anorthosis Famagusta                    |                       |
| 2021–22 | Nærbø IL                                | 29–25 27–26                             | CS Minaur Baia Mare                     | Drammen HK                              | Alingsås HK                             |                                         |                       |
| 2022–23 | Vojvodina                               | 30–23 25–23                             | Nærbø IL                                | Runar Sandefjord                        | Alingsås HK                             |                                         |                       |

a  A primeira mão foi cancelada devido às cheias que assolaram a Sérbia, e a final foi disputada num só jogo.

b  ambos os jogoso forma disputados em Cálcis, Grécia.

## Performances

### Por equipas

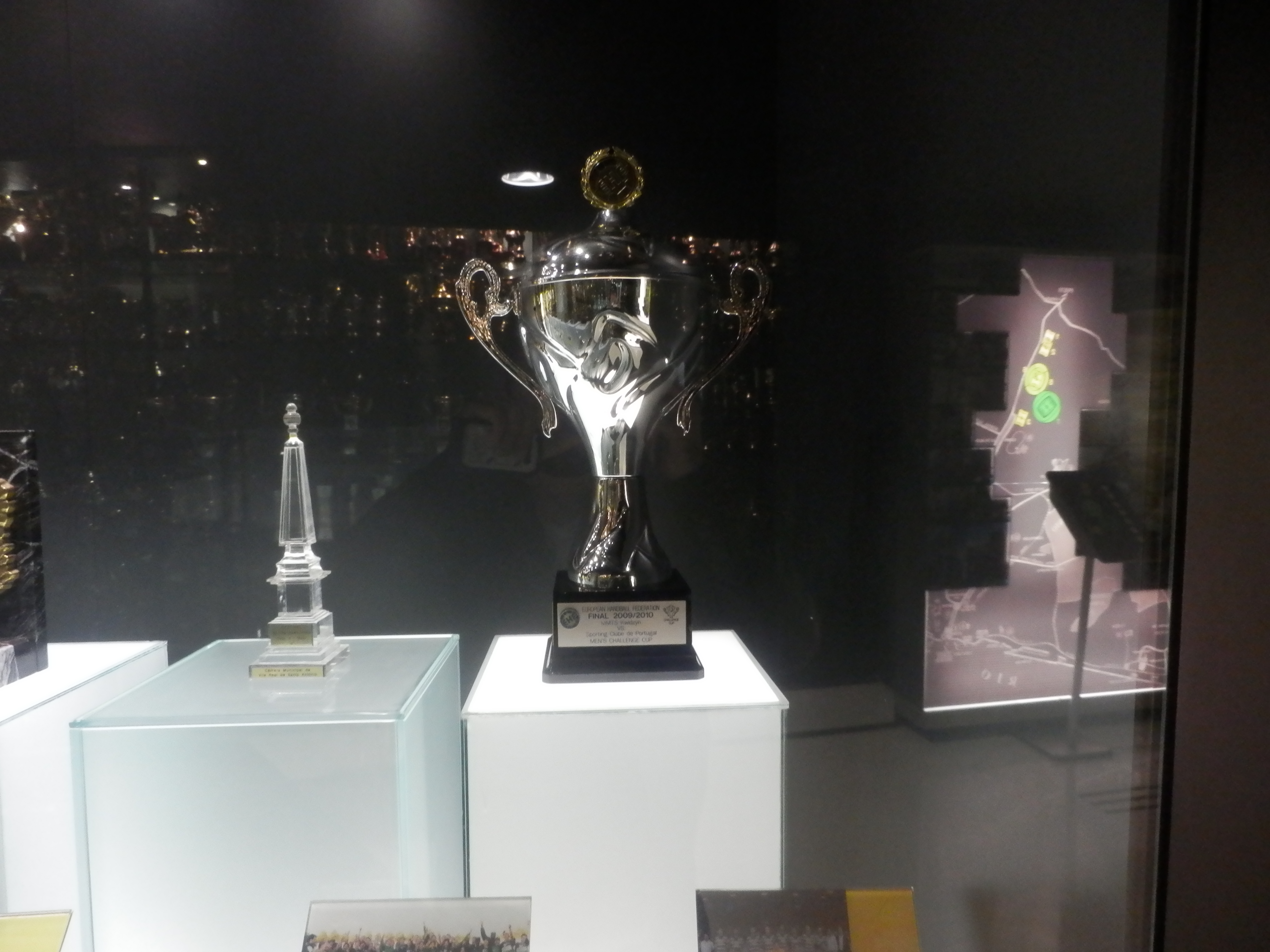
Troféu da Taça Challenge da EHF de 2009-10 no Museu Mundo Sporting.

| Equipa                  | Vitórias | Vice-campeão | Anos Vitórias    | Anos Vice  |
| ----------------------- | -------- | ------------ | ---------------- | ---------- |
| CS UCM Reşiţa           | 3        |              | 2007, 2008, 2009 |            |
| TuS Nettelstedt         | 2        | 1997, 1998   |                  |            |
| Skjern Handball         | 2        | 2002, 2003   |                  |            |
| Sporting CP             | 2        | 2010, 2017   |                  |            |
| ABC Braga               | 1        | 2            | 2016             | 2005, 2015 |
| IFK Skövde HK           | 1        | 1            | 2004             | 1998       |
| Drammen HK              | 1        | 1            | 1996             | 2007       |
| Wacker Thun             | 1        | 1            | 2005             | 2012       |
| Potaissa Turda          | 1        | 1            | 2018             | 2017       |
| AEK Atenas              | 1        | 1            | 2021             | 2018       |
| Nærbø IL                | 1        | 1            | 2022             | 2023       |
| TUSEM Essen             | 1        |              | 1994             |            |
| TV Niederwürzbach       | 1        | 1995         |                  |            |
| SG Flensburg-Handewitt  | 1        | 1999         |                  |            |
| TV Grosswallstadt       | 1        | 2000         |                  |            |
| RK Jugović Kać          | 1        | 2001         |                  |            |
| CSA Steaua București    | 1        | 2006         |                  |            |
| RK Cimos Koper          | 1        | 2011         |                  |            |
| AC Diomidis Argous      | 1        | 2012         |                  |            |
| SKA Minsk               | 1        | 2013         |                  |            |
| IK Sävehof              | 1        | 2014         |                  |            |
| HC Odorheiu Secuiesc    | 1        | 2015         |                  |            |
| CSM București           | 1        | 2019         |                  |            |
| Vojvodina               | 1        | 2023         |                  |            |
| Benfica                 |          | 2            |                  | 2011, 2016 |
| HK Drott                | 1        | 1994         |                  |            |
| Cadagua Gáldar          | 1        | 1995         |                  |            |
| SG Hameln               | 1        | 1996         |                  |            |
| Kolding IF              | 1        | 1997         |                  |            |
| A.D.C.Ciudad Real       | 1        | 1999         |                  |            |
| BM Valladolid           | 1        | 2000         |                  |            |
| Pfadi Winterthur        | 1        | 2001         |                  |            |
| RK Pelister             | 1        | 2002         |                  |            |
| Filippos Verias         | 1        | 2003         |                  |            |
| US Dunkerque HB         | 1        | 2004         |                  |            |
| SC Horta                | 1        | 2006         |                  |            |
| Alpla Hard              | 1        | 2008         |                  |            |
| CSU Bucovina Suceava    | 1        | 2009         |                  |            |
| MMTS Kwidzyń            | 1        | 2010         |                  |            |
| Handball Esch           | 1        | 2013         |                  |            |
| RK Metaloplastika Šabac | 1        | 2014         |                  |            |
| Madeira Andebol SAD     | 1        | 2019         |                  |            |
| Ystads IF               | 1        | 2021         |                  |            |
| CS Minaur Baia Mare     | 1        | 2022         |                  |            |

### Por Países
| País               | Vitórias | Vice | Finais |
| ------------------ | -------- | ---- | ------ |
| Roménia            | 7        | 3    | 9      |
| Alemanha           | 6        | 1    | 7      |
| Portugal           | 3        | 6    | 8      |
| Suécia             | 2        | 3    | 5      |
| Grécia             | 2        | 2    | 4      |
| Noruega            | 2        | 2    | 4      |
| Dinamarca          | 2        | 1    | 3      |
| Sérvia             | 2        | 1    | 3      |
| Suíça              | 1        | 2    | 3      |
| Eslovênia          | 1        | 0    | 1      |
| Bielorrússia       | 1        | 0    | 1      |
| Espanha            | 0        | 3    | 3      |
| Macedônia do Norte | 0        | 1    | 1      |
| França             | 0        | 1    | 1      |
| Áustria            | 0        | 1    | 1      |
| Polónia            | 0        | 1    | 1      |
| Luxemburgo         | 0        | 1    | 1      |

## Ligações Externas
- «Página oficial da EHF» (em inglês)